# Prigoria
Prigoria est une commune roumaine située dans le județ de Gorj.